# Sant'Anna Metterza (Dürer)

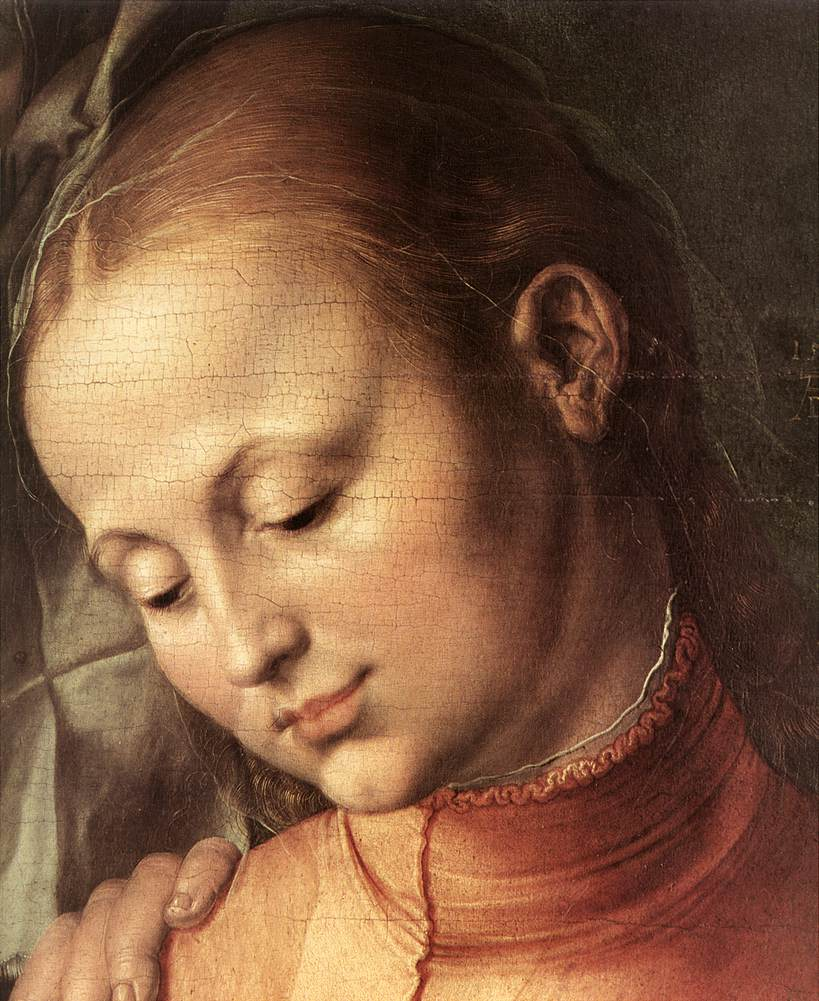
Dettaglio

La Sant'Anna Metterza è un dipinto a tempera e olio su tavola trasferito su tela (60x50 cm) di Albrecht Dürer, siglato e datato 1519 (sul bordo destro al centro, forse aggiunti in seguito), e conservato nel Metropolitan Museum di New York.

## Storia
L'opera appartenne a Gabriel Tucher di Norimberga, membro di una famiglia di appassionati committenti dell'artista. Nel 1630 la acquisto l'elettore Massimiliano I di Baviera, che la tenne nel castello di Schleißheim fino alla metà dell'Ottocento. Le ridipinture e il cattivo stato di conservazione svalutarono l'opera, che venne venduta all'asta come copia da Dürer. Dopo essere passata per collezioni private di Monaco e Odessa, arrivò infine negli Stati Uniti, dove venne acquistata da Benjamin Altman il quale in seguito la donò al museo newyorkese. Solo in seguito venne restaurata e, riscoperta l'eccellente fattura, è oggi considerata tra i capolavori dell'artista.
Esiste un disegno preparatorio dell'opera nell'Albertina di Vienna. Pure datato al 1519, mostra sant'Anna dipinta a pennello grigio con lumeggiature su sfondo scuro.

## Descrizione e stile
A prestare il volto a sant'Anna, avvolta in una cuffia che chiude anche il mento, in voga nella Norimberga dell'epoca, fu a quanto pare Agnes Frey, la moglie del pittore, allora cinquantenne. La figura della santa, monumentale e rassicurante, domina la rappresentazione, con la sua mano protettivamente posata sulla spalla della figlia Maria. Il bianco dell'abbigliamento di sant'Anna risalta particolarmente sullo sfondo verde scuro, mentre Maria, in adorazione del Bambino, indossa una veste rosso chiaro, curata fin nelle più piccole pieghe dell'abbottonatura. Esempio di grande virtuosismo è il velo trasparente che essa tiene sulla testa. Il suo volto è dolce e assorto in contemplazione, mentre quello di sant'Anna appare più vigile e protettivo.
Gesù Bambino infine si trova nell'angolo inferiore a sinistra, dormiente, avvolto da fasce e ritratto con grande naturalezza, con la bocca aperta che mostra due dentini e con una cura meticolosa nella capigliatura o nelle morbide ciglia bionde, disegnate una per una.
Accuratamente calibrata è la composizione, con le teste delle due donne inclinate l'una verso l'altra, come se si sfiorassero, che compongono una piramide in cui le linee di forza, i gesti e gli sguardi, fanno correre l'occhio dello spettatore da un'estremità all'altra della tavola.